# Championnats du monde de taekwondo 1999
Les Championnats du monde de taekwondo 1999 se sont déroulés du 2 au 6 juin 1999 à Edmonton (Canada).

16 épreuves de taekwondo figuraient au programme, huit masculines et huit féminines, et classifiées par catégories de poids.

## Hommes
| Catégorie | Or              | Argent          | Bronze                                 |
| --------- | --------------- | --------------- | -------------------------------------- |
| - 54 kg   | Min Byeong-Seok | Roberto Cruz    | Yulis Gabriel Mercedes Wei Chun Chen   |
| - 59 kg   | Yoon Jong-Il    | Abror Haider    | Younes Sekkat Nhat Thong Ho            |
| - 62 kg   | Ko Dae-Kyu      | Ahmet Evcimen   | Mark Lopez Ron Ivan                    |
| - 67 kg   | No Hyun-Goo     | Jesper Roesen   | Francisco Zas Hsu Chi-Hung             |
| - 72 kg   | Hadi Saei       | Kim Byung-Uk    | Sergio Cardenas Rosendo Alonso         |
| - 78 kg   | Jang Jong-O     | Bahri Tanrikulu | Rodrigo Martinez Joshua Coleman        |
| - 84 kg   | Majid Aflaki    | Yasin Yagiz     | Faissal Ebnoutalib Adikhan Saginolykov |
| + 84 kg   | Moon Dae-Sung   | Moctar Doumbia  | Daniel Trenton Ruben Montesinos        |

## Femmes
| Catégorie | Or             | Argent             | Bronze                             |
| --------- | -------------- | ------------------ | ---------------------------------- |
| - 47 kg   | Belen Asensio  | Yoon Song-Hee      | France Pouzoulet Kadriye Selimogou |
| - 51 kg   | Chi Shu-Ju     | Shim Hye-Young     | Jennifer Delgado Yuan Guiru        |
| - 55 kg   | Wang Su        | Jung Jae-eun       | Meng Mei-Chun Christiana Bach      |
| - 59 kg   | Kang Hae-Eun   | Iridia Salazar     | Gaël Texier Sonya Reyes            |
| - 63 kg   | Cho Hyang-Mi   | Zhang Huijing      | Lisa O'Keefe Ekaterina Noskova     |
| - 67 kg   | Elena Benitez  | Mirjam Muskens     | Chang Wan-Chen Barbara Pak         |
| - 72 kg   | Kim Yoon-Kyung | Ibone Lallana      | Filliz Nur Aydin Chen Zhong        |
| + 72 kg   | Kao Ching-Yi   | Dominique Bosshart | Rase Laurence Maria Koniahina      |

## Tableau des médailles
| Rg. | Pays                   | Médaille d'or, Coupe du Monde | Médaille d'argent, Coupe du Monde | Médaille de bronze, Coupe du Monde |    |
| --- | ---------------------- | ----------------------------- | --------------------------------- | ---------------------------------- | -- |
| 1   | Corée du Sud           | 9                             | 4                                 | 0                                  | 13 |
| 2   | Espagne                | 2                             | 1                                 | 6                                  | 9  |
| 3   | Chinese Taipei         | 2                             | 0                                 | 4                                  | 6  |
| 4   | Iran                   | 2                             | 0                                 | 0                                  | 2  |
| 5   | Chine                  | 1                             | 1                                 | 2                                  | 2  |
| 6   | Turquie                | 0                             | 3                                 | 2                                  | 5  |
| 7   | Danemark               | 0                             | 2                                 | 0                                  | 2  |
| 8   | Canada                 | 0                             | 1                                 | 2                                  | 3  |
| 9   | France                 | 0                             | 1                                 | 1                                  | 2  |
| -   | Mexique                | 0                             | 1                                 | 1                                  | 2  |
| 11  | Pays-Bas               | 0                             | 1                                 | 0                                  | 1  |
| -   | Philippines            | 0                             | 1                                 | 0                                  | 1  |
| 13  | Australie              | 0                             | 0                                 | 2                                  | 2  |
| -   | États-Unis             | 0                             | 0                                 | 2                                  | 2  |
| -   | Russie                 | 0                             | 0                                 | 2                                  | 2  |
| 16  | Allemagne              | 0                             | 0                                 | 1                                  | 1  |
| -   | Belgique               | 0                             | 0                                 | 1                                  | 1  |
| -   | Chili                  | 0                             | 0                                 | 1                                  | 1  |
| -   | Kazakhstan             | 0                             | 0                                 | 1                                  | 1  |
| -   | Maroc                  | 0                             | 0                                 | 1                                  | 1  |
| -   | République dominicaine | 0                             | 0                                 | 1                                  | 1  |
| -   | Suisse                 | 0                             | 0                                 | 1                                  | 1  |
| -   | Viêt Nam               | 0                             | 0                                 | 1                                  | 1  |